# Miss Europe 1974

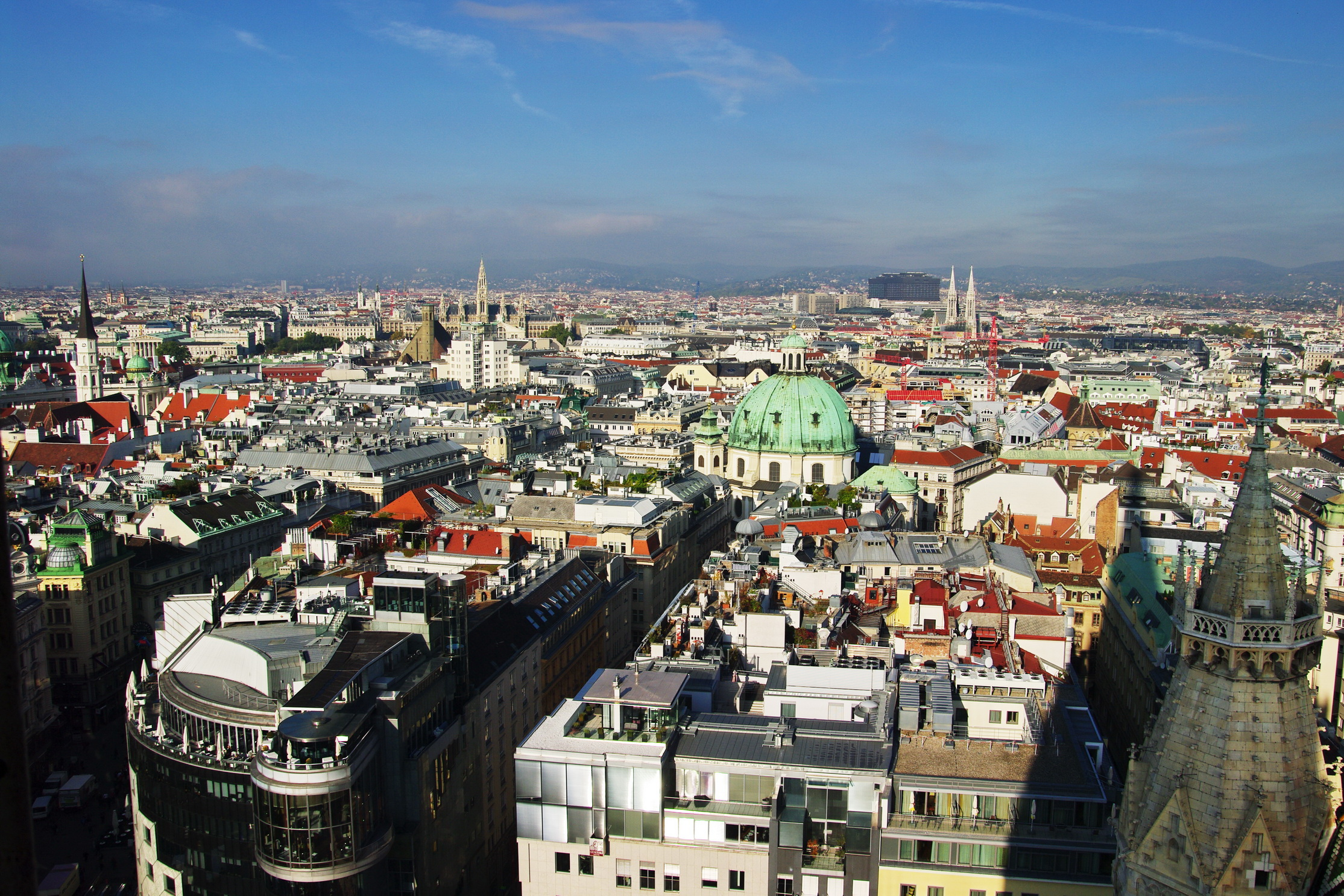
Blick auf Wien, Ort der Veranstaltung

Der Wettbewerb um die Miss Europe 1974 war der sechsundzwanzigste seit 1948, den die Mondial Events Organisation (MEO) durchführte. Sie war von den Franzosen Roger Zeiler und Claude Berr ins Leben gerufen worden, hatte ihren Sitz in Paris und organisierte den Wettbewerb bis 2002.
Die Kandidatinnen waren in ihren Herkunftsländern von nationalen Organisationskomitees ausgewählt worden, die mit der MEO Lizenzverträge abgeschlossen hatten.
Die Veranstaltung fand am 29. Mai 1974 in der österreichischen Hauptstadt Wien statt. Es gab 19 Bewerberinnen.
Der Nachfolgewettbewerb im Jahr 1975 war für das libanesische Beirut vorgesehen, wurde aber wegen des dortigen Bürgerkriegs abgesagt. So wurden Wettbewerb und Titel für 1974 nachträglich als „Miss Europe 1974/75“ bezeichnet.
| Land                    | Schreibweise bei Pageantopolis               | Schreibweise in der Heimatsprache                | Teilnahme an weiteren Wettbewerben                            |
| ----------------------- | -------------------------------------------- | ------------------------------------------------ | ------------------------------------------------------------- |
| Platzierungen           |                                              |                                                  |                                                               |
| 1. Spanien              | Maria Isabel („Maribel“) Lorenzo Saavedra    | Maria Isabel Lorenzo Saavedra                    | Miss International 1973: Platz 4                              |
| 2. Portugal             | Ana Paula Da Silva Freitas                   | Ana Paula da Silva Freitas                       | Miss Universe 1974                                            |
| 3. Finnland             | Riitta Johanna Raunio                        | Johanna Raunio                                   | Miss Universe 1974: Platz 3, Miss International 1974: Platz 3 |
| 4. Holland              | Gerarda („Gemma“) Sophia Balm                | Gerarda Sophia Balm                              | Miss World 1974                                               |
| 5. England              | Kathleen Ann Celeste Anders                  | Kathleen Ann Celeste Anders                      | Miss Universe 1974: Semifinale                                |
| 6. Schweiz              | ?                                            |                                                  |                                                               |
| Weitere Teilnehmerinnen |                                              |                                                  |                                                               |
| Belgien                 | Anne-Marie Sophie Sikorski                   | Anne-Marie Sikorski                              | Miss Universe 1974, Miss World 1974                           |
| BR Deutschland          | Monia Bageritz                               | Monja Bageritz                                   |                                                               |
| Frankreich              | Edna Tepava                                  | Edna Tepava                                      | Miss World 1974                                               |
| Griechenland            | Katerina Papadimitriou (eigentlich: Bakalli) | Κατερίνα Μπακάλη (Katerina Bakalli)              | Miss World 1973                                               |
| Irland                  | Yvonne Costelloe                             | Yvonne Costelloe                                 | Miss World 1973, Miss Universe 1974, Miss International 1974  |
| Italien                 | Tanina di Grado                              | Tanina di Grado                                  |                                                               |
| Luxemburg               | Giselle Anita Nicole Azzeri                  | Giselle Anita Nicole Azzeri                      | Miss International 1973, Miss World 1973, Miss Universe 1974  |
| Malta                   | Jane Attard                                  |                                                  | Miss World 1972                                               |
| Norwegen                | Solveig Boberg                               | Solveig Boberg                                   |                                                               |
| Österreich              | Margit Schwarzer                             | Margit Schwarzer                                 | Miss International 1974                                       |
| Schweden                | ?                                            |                                                  |                                                               |
| Türkei                  | Sibel Kamman                                 | Sibel Kamman A                                   |                                                               |
| Zypern                  | Joanna Melanidou                             | Ειρήνη-Ιωάννα Μελανίδου (Irini-Ioanna Melanidou) | Miss Universe 1973                                            |

## Wettbewerb des „Comité Officiel et International Miss Europe“
Seit 1951 gab es einen rivalisierenden europäischen Wettbewerb, durchgeführt vom Comité Officiel et International Miss Europe. Dies wurde 1950 von Jean Raibaut in Paris gegründet, der Sitz später nach Marseille verlegt. Die Siegerinnen trugen unterschiedliche Titel wie Miss Europa, Miss Europe oder auch Miss Europe International.
Er fand am 26. April 1974 im Oasis Maspalomas Hotel von Las Palmas de Gran Canaria statt – auf den zu Spanien gehörenden Kanarischen Inseln. Es gab 19 Bewerberinnen.
Platzierungen
- 1.  Norwegen: Wenche Steen (Teilnahme an der Miss World 1973)
- 2.  Spanien: Maria del Rocío Martín Madrigal (Miss Universe 1973: Platz 5)
- 3.  Monaco: Dany Coutelier

Semifinale / Top 9
- Belgien: Marie Chantal de Marque
- Frankreich: Evelyne Quittard
- Holland: Yvonne Jansen
- Polen: Izabella Lipka[5]
- Schweden: Helene Yvonne Apelgren
- Türkei: Sibel Kamman (Teilnahme auch am Wettbewerb der MEO, siehe oben)

Weitere Teilnehmerinnen
- Dänemark: Lone Christensen
- Deutschland: Christel Kalkenhauser
- England: ?
- Griechenland: Lia Vasiliou / Λία Βασιλείου
- Irland: ?
- Italien: Lucìa Luisa Simonelli
- Korsika: Marie Paule Achard
- Liechtenstein: Marinella Taboni
- Luxemburg: Viviane Rauch
- Schweiz: Daniele Farquet